# Bittacus
Bittacus is een geslacht van schorpioenvliegachtigen (Mecoptera) uit de familie hangvliegen (Bittacidae). De wetenschappelijke naam is voor het eerst geldig gepubliceerd door Latreille in 1805.

## Soorten
Bittacus omvat de volgende soorten:
- Bittacus aequalis Navás, 1914
- Bittacus africanus Esben-Petersen, 1915
- Bittacus alexanderi Byers, 1999
- Bittacus alluaudi Navás, 1914
- Bittacus andinus Londt & Byers, 1974
- Bittacus angrensis Souza Lopes & Mangabeira, 1942
- Bittacus annae Londt, 1972
- Bittacus aripuanaensis (Penny, 1977)
- Bittacus armatus Tjeder, 1956
- Bittacus banksi Esben-Petersen, 1915
- Bittacus berlandi Capra, 1939
- Bittacus bicornis Londt, 1993
- Bittacus bifurcatus Hua & Tan, 2008
- Bittacus blancheti Pictet, 1836
- Bittacus boraceiensis Morgante, 1967
- Bittacus boranicus Capra, 1993
- Bittacus brasiliensis Klug, 1838
- Bittacus brunipennis (Collucci & Amorim, 2000)
- Bittacus brunneus Esben-Petersen, 1927
- Bittacus bullatus Londt, 1972
- Bittacus burgeoni Navás, 1930
- Bittacus byersi Londt, 1972
- Bittacus capensis (Thunberg, 1784)
- Bittacus caprai Londt, 1972
- Bittacus carpenter Cheng, 1957
- Bittacus chevalieri (Navás, 1908)
- Bittacus chilensis Klug, 1838
- Bittacus choui Hua & Tan, 2007
- Bittacus chujoi Issiki & Cheng, 1947
- Bittacus cirratus Tjeder, 1956
- Bittacus contumax Tjeder, 1956
- Bittacus coreanus Issiki, 1929
- Bittacus cottrelli Londt, 1972
- Bittacus discors Navás, 1914
- Bittacus disternum Byers, 1996
- Bittacus diversinervis Souza Lopes & Mangabeira , 1942
- Bittacus elisabethae Navás, 1930
- Bittacus eremus Lambkin, 1988
- Bittacus erythrostigma Byers, 1975
- Bittacus femoralis Klug, 1838
- Bittacus flavescens Klug, 1838
- Bittacus flavidus Huang & Hua, 2005
- Bittacus formosanus Issiki, 1927
- Bittacus fritzi Williner, 1990
- Bittacus froelichi (Collucci & Amorim, 2000)
- Bittacus fumosus Esben-Petersen, 1913
- Bittacus geniculatus Erichson, 1848
- Bittacus golbachi Williner, 1990
- Bittacus gressitti Cheng, 1957
- Bittacus hageni Brauer, 1860
- Bittacus hainanicus Tan & Hua, 2008
- Bittacus hansoni Byers, 2004
- Bittacus henryi Kimmins, 1928
- Bittacus homburgerae Navás, 1933
- Bittacus indicus Walker, 1853
- Bittacus insularis Esben-Petersen, 1915
- Bittacus issikii Miyamoto, 1979
- Bittacus italicus (Müller, 1766)
- Bittacus kagoshimaensis Issiki, 1929
- Bittacus kimminsi Tjeder, 1956
- Bittacus kunenensis Wood , 1933
- Bittacus lachlani Navás, 1925
- Bittacus laevipes Navás, 1909
- Bittacus latipennis Gerstaecker, 1885
- Bittacus latreillei (Collucci & Amorim, 2000)
- Bittacus leptocaudus Byers, 1965
- Bittacus leptocercus Navás, 1934
- Bittacus lineatus Navás, 1914
- Bittacus livingstonei Londt, 1981
- Bittacus longiprocessus Huang & Hua, 2005
- Bittacus maculates Issiki, 1927
- Bittacus maculosus Byers , 1965
- Bittacus malaisei Tjeder, 1974
- Bittacus marginatus Miyake, 1913
- Bittacus mastrillii Navás. 1913
- Bittacus mexicanus Klug, 1838
- Bittacus milleri Londt, 1978
- Bittacus monastyrskiyi Bicha, 2007
- Bittacus montanus Weele, 1910
- Bittacus moschinus Navás, 1914
- Bittacus natalensis Wood, 1933
- Bittacus nebulosus Klug, 1838
- Bittacus nipponicus Navás, 1909
- Bittacus nodosus Rust & Byers, 1976
- Bittacus obscurus Huang & Hua, 2005
- Bittacus omega Morgante, 1967
- Bittacus oreinus Navás, 1914
- Bittacus panamensis Byers, 1958
- Bittacus peninsularis Byers, 1996
- Bittacus perinqueyi Esben-Petersen, 1913
- Bittacus peterseni Kimmins, 1938
- Bittacus pieli Navás, 1935
- Bittacus pignatelli Navás, 1932
- Bittacus pilicornis Westwood, 1846
- Bittacus pinquipalpi Wood, 1933
- Bittacus pintoi Souza Lopes & Mangabeira, 1942
- Bittacus planus Cheng, 1949
- Bittacus pobequini (Navás)
- Bittacus punctiger Westwood, 1846
- Bittacus puripennatus Cai & Hua, 2006
- Bittacus rossi Londt , 1977
- Bittacus saigusai Miyamoto, 1984
- Bittacus schoutedeni Esben-Petersen, 1913
- Bittacus selysi Esben-Petersen, 1917
- Bittacus sinensis Walker, 1853
- Bittacus sinicus Issiki, 1931
- Bittacus sjoestedti Weele, 1910
- Bittacus smithersi Londt, 1972
- Bittacus sobrinus Tjeder, 1956
- Bittacus spatulatus Byers, 1996
- Bittacus stanleyi Byers, 1968
- Bittacus stigmaterus Say, 1823
- Bittacus striatus Issiki, 1927
- Bittacus strigosus Hagen , 1861
- Bittacus sylvaticus Byers, 1996
- Bittacus takaoensis Miyake, 1913
- Bittacus taraiensis Penny, 1969
- Bittacus tardokijanensis Plutenko, 1985
- Bittacus tarsalis Miyamoto, 1984
- Bittacus testaceus Klug, 1838
- Bittacus texanus Banks, 1908
- Bittacus tienmushana Cheng, 1957
- Bittacus tjederi Londt, 1970
- Bittacus trapezoideus Huang & Hua, 2005
- Bittacus triangularis Issiki, 1929
- Bittacus tuxeni Byers, 1975
- Bittacus ussuriensis Plutenko, 1985
- Bittacus vexilliferus Byers, 1970
- Bittacus vumbanus Smithers, 1960
- Bittacus wahlbergi Londt , 1972
- Bittacus walkeri Esben-Petersen , 1915
- Bittacus weelei Esben-Petersen, 1913
- Bittacus whartoni Byers, 2000
- Bittacus zambezinus Navás, 1931
- Bittacus zelichi Williner, 1990
- Bittacus zhejiangicus Tan & Hua, 2008
- Bittacus zulu Londt, 1972